# Власина Стойковичева
Власина Стойковичева (на сръбски: Власина Стојковићева или Vlasina Stojkovićeva) е село в Община Сурдулица, Пчински окръг, Сърбия. Според преброяването от 2011 г. населението му е 164 жители.

## Демография
- 1948 – 1359
- 1953 – 1279
- 1961 – 1084
- 1971 – 764
- 1981 – 489
- 1991 – 287
- 2002 – 252
- 2011 – 164

## Етнически състав (2002)
- сърби – 99,60%